# Karl Heider
Karl Heider (Vienna, 28 aprile 1856 – Deutschfeistritz, 2 giugno 1935) è stato uno zoologo austriaco.

## Biografia
Dopo aver frequentato il Ginnasio a Vienna e il Ginnasio Superiore a Marburg an der Drau, nel 1871 intraprese lo studio della Medicina, che studiò fino al 1877, quando mutò i suoi interessi seguendo le lezioni del filosofo Alois Riehl, del botanico Hubert Leitgeb (1835–1888), del paleontologo Karl Peters e dello zoologo Franz Eilhard Schulze. Nel 1877 quindi cambiò corso di laurea, trasferendosi alla Facoltà di Filosofia dell'Università di Vienna, e studiò quindi Zoologia con il Professore Carl Claus, dove iniziò un'amicizia, che durò per il resto della sua vita, con l'assistente del Professore Karl Grobben.
Successivamente alla sua promozione a Dottore in Filosofia conseguita il 23 dicembre 1879, intraprese nuovamente lo studio di Medicina sotto la guida del fisiologo Ernst Wilhelm von Brücke. 
Fu anche colpito dal lavoro dell'anatonomo Carl Rabl. Terminò nel 1883 gli studi con il conseguimento del titolo di Dottore in Medicina e fino al 1884 svolse il servizio militare.
Dopo la sua abilitazione, insegnò dapprima alla Leopold-Franzens-Universität di Innsbruck (1894-1918); poi, nel 1918, fu chiamato alla cattedra di Zoologia della Friedrich-Wilhelms-Universität di Berlino, che resse fino al 1926, compiendo varie ricerche di anatomia comparata ed embriologia specialmente su Antozoi, Poriferi ed Insetti e sul Balanoglossus.
Nel 1900 coniò il termine uova a mosaico.
Nel 1924 divenne anche Direttore dell'Istituto di Zoologia.
Oltre alla didattica, svolse un'intensa attività di ricerca soprattutto nel settore degli invertebrati.
Per diversi anni fu anche membro del consiglio di amministrazione della Società Tedesca di Zoologia (Deutschen Zoologischen Gesellschaft - DZG), ricoprendo i ruoli di terzo e primo vicepresidente e presidente negli anni 1914-1915.

## Opere
Tra le sue opere vi è il trattato di embriologia degli Invertebrati Lehrbuch der vergleichenden Entwicklungsgeschichte der wirbellosen Tiere, 1890-1910.